# Корбалан, Хуан Карлос
Хуан Карлос Корбалан (англ. и исп. Juan Carlos Corbalan; 3 марта 1997) — мальтийский футболист, полузащитник клуба «Хамрун Спартанс» и сборной Мальты.

## Биография
Родился в 1997 году в семье аргентинского футболиста Мигеля Анхеля Корбалана (р. 1970), выступавшего на Мальте.

### Клубная карьера
Воспитанник клуба «Бальцан». За основной состав команды дебютировал в феврале 2013 года, проведя в свой дебютный сезон одну игру. В январе 2015 года Корбалан был взят в аренду на полгода итальянским клубом «Виртус Ланчано», однако выступал только за юношескую команду клуба. В 2016 году перешёл в «Гзира Юнайтед», где провёл четыре сезона и вместе с командой принимал участие в отборочных стадиях двух розыгрышей Лиги Европы. В 2020 году подписал контракт с клубом «Хамрун Спартанс», в первый же сезон с которым стал чемпионом Мальты.

### Карьера в сборной
Впервые был вызван в сборную Мальты в сентябре 2018 года на матчи Лиги наций УЕФА, однако на поле не вышел. Месяц спустя снова был вызван в сборную, за которую дебютировал 11 октября в матче Лиги наций против сборной Косова, проведя на поле все 90 минут. 20 ноября, в матче заключительного тура Лиги наций против Фарерских островов, забил свой первый гол за национальную сборную, принеся Мальте одно очко.

## Достижения
«Хамрун Спартанс»
- Чемпион Мальты: 2020/21